# Abéo
Abéo est une entreprise française du secteur des équipements sportifs et de loisirs. Abéo est fondée en 2002, son siège social est situé à Rioz (Haute-Saône).
Les activités d'Abéo s'articulent autour de trois divisions : 
- Sports
- "Sportainment" & Escalade
- Vestiaires

## Historique
France Équipement, créée en 1955, est un distributeur généraliste d'équipements pour les collectivités publiques. Il était dirigé par le père de l'actuel PDG, Olivier Estèves, qui lui a succédé en 1992. France Équipement fait l'acquisition du groupe ISD qui détenait Gymnova, fabricant d'équipements de gymnastique et Entre-Prises, constructeur de murs d'escalade. À la suite de ces acquisitions, la holding Abéo est fondé en 2002.

### 2012: Fournisseur officiel des JO de Londres
En 2010, Gymnova est désigné fournisseur officiel des Jeux olympiques de Londres 2012 avec O'jump (pour les tapis de lutte) et Acman (pour les podiums). Pour Abéo, les Jeux olympiques représentent une incroyable vitrine pour ses équipements sportifs. Le premier évènement ayant été équipé par une des marques Abéo remonte à 1956, à l'occasion des jeux de Melbourne. Le groupe a été également le fournisseur des championnats du monde de gymnastique comme ceux de Londres en 2009.

### 2014: Acquisition Janssen Fritsen
En 2014, Abéo a acquis la société familiale néerlandaise Janssen Fritsen, exerçant dans le segment gymnastique. Cette étape a représenté une phase majeure dans l'histoire du Groupe lui ayant permis d'accélérer son développement à l'international.

### 2016: Fournisseur officiel des JO de Rio
Fin 2014, Abéo annonce avoir été retenu pour fournir les équipements de gymnastique (avec ses marques Gymnova et Spieth) ainsi que les buts de basket (marque Schelde Sports) et les podiums (Acman) aux Jeux olympiques 2016 de Rio.
En novembre 2016, Abéo prend une participation de 60% dans la société Erhard Sport en Allemagne.

### 2017: Fournisseur officiel de deux championnats du monde la même année
En 2017, le groupe décroche deux contrats de fournisseur officiel des championnats du monde de gymnastique artistique et de handball féminin.
La même année, Abéo acquiert Sportsafe UK au Royaume-Uni via une participation de 80% ainsi que META Trennwandanlagen GmbH and Co. KG en Allemagne. Abéo augmente sa participation dans Clip'n Climb International, à 100% versus 50% précédemment. En 2018, Abéo poursuit son développement à l’international avec 3 acquisitions : Shandong Kangnas Sports en Chine, rebaptisée Cannice, Bosan aux Pays-Bas ,et Fun Spot aux États-Unis. Toujours la même année, Abéo renforce sa structure financière par une augmentation de capital de 26,8 M€ et un emprunt obligataire de type EuroPP de 20 M€.
En janvier 2019, Abéo et Vogo développent une offre commerciale spécifiquement dédiée aux clients d'Abéo. En février 2019, Abéo et Vivendi signent un partenariat pour développer et promouvoir la pratique du sport en Afrique.
En février 2020, Olivier Estèves, président-directeur général du groupe, renforce sa participation au capital d’Abéo à la suite de la cession de 50 % de la participation de Vesta CV, société contrôlée par Jacques Janssen, administrateur et actionnaire de référence d’Abéo, au profit de la société Jalénia, contrôlée par Olivier Estèves.

### 2020: Création de Vogoscope
En décembre 2020, Abéo et Vogo créent une coentreprise pour déployer à l’échelle mondiale Vogoscope, solution de captation multi-caméras et de diffusion vidéo Live & Replay. La même année, l'activité d’Abéo est lourdement pénalisée par la pandémie de la Covid-19 et par les mesures de confinement qui se sont généralisées à travers le monde. Les ventes baissent de 26%.

### 2021: Jeux olympiques de Tokyo
En février 2021, Abéo et Jiangsu Jinling Sports Equipment Co. Ltd, fournisseur d'équipements et d'accessoires sportifs, annoncent la signature d'un accord pour la création d'une entreprise commune (Joint-Venture). Cette nouvelle société est chargée de la commercialisation exclusive sur le territoire de la Chine continentale des équipements sportifs et de loisirs d'Abéo, couvrant dix marques du groupe.
Initialement prévus en 2020, les Jeux olympiques de Tokyo se sont déroulés durant l'été 2021 en raison de la pandémie de Covid-19. Dans le cadre de cette compétition olympique, Abéo était présent comme fournisseur sur 3 disciplines à travers ses marques Schelde Sports pour les équipements de basket-ball, Spieth Gymnastics pour la fourniture des installations de gymnastique artistique et rythmique, et EP (ex Entre-Prises) pour l'ensemble des épreuves d'escalade, nouvelles disciplines olympiques.
Durant l'automne 2021, Abéo poursuit sa dynamique de développement avec l'acquisition de son partenaire de distribution Eurogym basé en Belgique, afin de créer une synergie avec sa filiale Bosan basée aux Pays-Bas et très implantée au Benelux. L'entreprise continue sur sa lancée dans cette région européenne. En juillet 2022, le groupe s'offre BigAirBAG société hollandaise spécialisée dans les aires de réception gonflables pour les pistes de ski, les parcs de loisirs et les gymnases.

### 2023: Spieth America, fournisseur officiel de la Fédération américaine de gymnastique
Spieth America, marque d'Abéo, est désignée en janvier 2023, pour la première fois, fournisseur officiel par la Fédération américaine de gymnastique. Ce partenariat s’étend jusqu’en 2029 et couvre environ 15 compétitions par an, incluant les événements majeurs de gymnastique aux États-Unis, les centres d'entrainement de l'équipe nationale et les événements nationaux pour les disciplines non artistiques et internationaux organisés par la Fédération américaine de gymnastique.   
En septembre 2023, la Fédération Française de Gymnastique (FFGym) a annoncé la signature d'un partenariat de trois ans avec Abéo, lors des Internationaux de France les 23 et 24 septembre 2023 à l'Accor Arena de Paris, afin de déployer des solutions vidéo Vogoscope dans l'univers de la pratique gymnique en France.

### 2024: Supporter Officiel des Jeux olympiques de Paris 2024
Abéo et le Comité d'Organisation des Jeux olympiques et paralympiques de Paris 2024 ont annoncé leur partenariat en 2023. Gymnova, marque du Groupe Abéo et fournisseur officiel des épreuves de gymnastique, devient ainsi, Supporteur Officiel des jeux olympiques 2024, dans la catégorie des équipements de gymnastique. A cette occasion, Abéo sera présent sur 3 disciplines à travers ses marques et partenariats avec les fédérations internationales concernées : Schelde Sports pour les épreuves de basketball, Gymnova pour les épreuves de gymnastiques et EP pour l'escalade.
Enfin la division Vestiaires équipera le nouveau Centre Aquatique Olympique de Saint-Denis en casiers et cabines.

### 2025: Acquisition d'une usine en Asie du Sud-Est
Le P-DG Olivier Estèves annonce en mai 2025, l'acquisition d'une usine française Sodex Sport implantée à Nha Trang au Vietnam depuis 1991, spécialisée dans les filets sportifs (football, tennis, athlétisme, fitness en plein air...) qui emploie 200 salariés, afin de se doter d'un outil de fabrication et d'un savoir-faire dans cette spécialité, mettre un pied en Asie du Sud-Est où le sport commence à prendre son envol (comme au Vietnam et ses 100 millions d'habitants) et de se prémunir de susceptibles envolées de taxes douanières. En juin 2025, l'entreprise néerlandaise Eli Play est acquise par le groupe Abéo ainsi que ses soixante salariés spécialisés dans les aires de jeux et parcs de trampoline. Le même mois, la holding de Rioz lance une OPA mixte sur la sport/tech montpelliéraine Vogo, un partenariat accueilli favorablement par la société de l'Hérault spécialisée dans la digitalisation des pratiques sportives (arbitrage vidéo, protocole commotion rugby...),.

## Marques Abéo
Fin juin 2025, Abéo détient 26 marques : 
- Sports (13) : Gymnova et O'Jump (Marseille, France), Janssen-Fritsen (Helmond, Pays-Bas), Spieth Gymnastics (Altbach, Allemagne), Erhard Sport (Damsdorf, Allemagne), Sportsafe (Colchester, Angleterre), Spieth (Fort Worth, États-Unis), Schelde Sports (Goes, Pays-Bas), ADEC Sport (Namur, Belgique), Cannice (Dezhou, Chine), Bosan NV (Haaksbergen, Pays-Bas), Eurogym (Haasdonk, Belgique), Sodex Sport (Nha Trang, Vietnam).

- "Sportainment" & Escalade (7) : Entre-Prises (Saint-Vincent-de-Mercuze, France), Clip'n Climb (Christchurch, Nouvelle-Zélande), T30 (Aviles, Espagne), Dock 39 (Saragosse, Espagne), Fun Spot Manufacturing LLC (Hartwell, États-Unis), BigAirBAG (Amsterdam, Pays-Bas), Eli Play (Boxtel, Pays-Bas).

- Vestiaires (6) : France Equipement et Suffixe (Rioz, France), Navic (Thônes, France), Sanitec (Tours, France), Prospec (Rotherham, Angleterre), META Trennwandanlagen GmbH and Co. KG (Rengsdorf, Allemagne).

Une OPA mixte en juin 2025 :
- Sport/tech : Vogo (Montpellier, France)

## Données financières
Au 31 mars 2025, Abéo emploie 1 443 salariés. Son chiffre d'affaires est de 249 millions d'euros, dont 75% réalisés à l'international.
L'ensemble des activités du groupe sont coordonnées depuis le siège social à Rioz.
| Années             | 2013/2014 | 2014/2015 | 2015/2016 | 2016/2017 | 2017/2018 | 2018/2019 | 2019/2020 | 2020/2021 | 2021/2022 | 2022/2023 | 2023/2024 | 2024/2025 |
| ------------------ | --------- | --------- | --------- | --------- | --------- | --------- | --------- | --------- | --------- | --------- | --------- | --------- |
| Chiffre d'affaires | 88        | 134       | 148       | 167       | 188       | 230       | 236       | 174       | 205       | 239       | 248       | 249       |

## Actionnaires
Au 31 mars 2024.
| JALENIA, contrôlée par Olivier Estèves (PDG)                                 | 48% |
| VESTA (ex SERDON), contrôlée par Jacques Janssen (fondateur Janssen Fritsen) | 8%  |
| Crédit Mutuel Equity SCR                                                     | 18% |
| PUBLIC (dont Bpifrance : 4% et Fonds Nobel : 8%)                             | 26% |